# Тестов, Иван Яковлевич
Ива́н Я́ковлевич Те́стов (1833, Ярославская губерния — не ранее 1911 и не позднее 1913) — российский купец II гильдии, владелец трактира в Москве, потомственный почётный гражданин.

## Биография
В начале карьеры работал приказчиком в трактире Гурина на Охотном Ряду. С 1868 года арендовал здание на углу Воскресенской и Театральной площадей, ранее занимавшееся трактиром Егорова. Заведение Тестова получило название «Большой Патрикеевский трактир» в честь собственника здания купца-миллионера П. Патрикеева. Трактир славился традиционной русской кухней и первоклассным обслуживанием. Его часто посещали представители высшего света и даже члены царской семьи. По данным на начало XX века, фирма «А. А., С. и Н. И. Тестовы, И. Я. Тестова наследники» продолжала арендовать помещение доходного дома Патрикеевых. В 1913 году фирма сменила название на торговый дом под фирмой «Тестова И. Я. сыновья». Трактир был переименован в «Ресторан Тестова».
В 1873—1884 годах Тестов был гласным Московской городской думы. Был членом Московской городской трактирной депутации.

## Адреса
Тестову принадлежал дом на Тихвинской улице, 16. Также ему принадлежала дача в Сокольниках (Большая Тихоновская улица, 18). Дача сохранилась до нашего времени и признана объектом культурного наследия.

## Память
По фамилии Тестова была названа историческая местность Тестово (ныне в Пресненском районе Москвы), где во второй половине XIX века он поселил цыганский хор. От этой местности получили названия железнодорожная платформа Тестовская и Тестовская улица.